# Zbudské Dlhé
Zbudské Dlhé – wieś (obec) na Słowacji położona w kraju preszowskim, w powiecie Humenné. Pierwsze wzmianki o miejscowości pochodzą z roku 1414.
Według danych z dnia 31 grudnia 2012, wieś zamieszkiwało 691 osób, w tym 337 kobiet i 354 mężczyzn.
W 2001 roku rozkład populacji względem narodowości i przynależności etnicznej wyglądał następująco:
- Słowacy – 89,91%
- Czesi – 0,18%
- Romowie – 8,11%
- Rusini – 0,36%
- Ukraińcy – 0,18%

Ze względu na wyznawaną religię struktura mieszkańców kształtowała się w 2001 roku następująco:
- Katolicy rzymscy – 92,43%
- Grekokatolicy – 1,26%
- Prawosławni – 0,54%
- Ateiści – 4,32%
- Nie podano – 1,44%